# Лема Туе
У модульній арифметиці, лема Туе стверджує, що будь-яке модульне ціле число можна подати як модульний дріб, так, що чисельник та знаменник мають абсолютні значення, не більші за квадратний корінь з модуля.
Точніше кажучи, для кожної пари цілих чисел {\displaystyle (a,m)}, де {\displaystyle m}, заданих двома натуральними числами {\displaystyle X} та {\displaystyle Y}, такими, що {\displaystyle X\leq m<XY}, існує два цілих числа {\displaystyle x} та {\displaystyle y}, такі, що
{\displaystyle ay\equiv x{\pmod {m}}}
та
{\displaystyle |x|<X,\quad 0<y<Y.}
Зазвичай {\displaystyle X} та {\displaystyle Y} дорівнюють найменшому натуральному числу, більшому за квадратний корінь з {\displaystyle m}, проте загальна форма іноді корисна і спрощує формулювання теореми єдиності (нижче).
Перше відоме доведення приписують Акселю Туе (1902)  , який використав принцип Діріхле . Його можна використати, щоб довести теорему Ферма про суму двох квадратів, якщо взяти {\displaystyle m} простим числом {\displaystyle p}, конгруентним 1 за модулем 4, та взяти {\displaystyle a}, таке, що {\displaystyle a^{2}+1\equiv 0{\pmod {p}}}. (Існування такого {\displaystyle a} для заданого {\displaystyle p} гарантується теоремою Вілсона.)

## Єдиність
Загалом, розв'язок, який існує за лемою Туе, не єдиний. Наприклад, при {\displaystyle a=1} є декілька розв'язків {\displaystyle (x,y)=(1,1),(2,2),(3,3),...}, за умови, що {\displaystyle X} та {\displaystyle Y} не надто малі. Через це лишається лише сподіватися на єдиність раціонального числа {\displaystyle {\frac {x}{y}}}, якому {\displaystyle a} конгруентне за модулем {\displaystyle m}, якщо {\displaystyle m} та {\displaystyle y} взаємно прості. Тим не менш, це раціональне число не обов'язково єдине. Наприклад, якщо {\displaystyle m=5}, {\displaystyle a=2} і {\displaystyle X=Y=3}, то буде два розв'язки
{\displaystyle 2a+1\equiv -a+2\equiv 0{\pmod {5}}}.
Проте для досить малих {\displaystyle X} та {\displaystyle Y}, якщо розв'язок існує, він єдиний. Точніше, з використанням позначень, введених вище, якщо
{\displaystyle 2XY<m}
та
{\displaystyle ay_{1}-x_{1}\equiv ay_{2}-x_{2}\equiv 0{\pmod {m}}},
з
{\displaystyle |x_{1}|<X,\quad |y_{1}|<Y,}
та
{\displaystyle |x_{2}|<X,\quad |y_{2}|<Y,}
тоді
{\displaystyle {\frac {x_{1}}{y_{1}}}={\frac {x_{2}}{y_{2}}}}.
Цей результат лежить в основі раціональної реконструкції, яка дозволяє використовувати модульну арифметику для обчислення раціональних чисел, для яких відомі межі чисельників та знаменників.
Доведення досить просте: треба домножити кожну конгруентність на інший {\displaystyle y_{i}} і відняти, тоді отримаємо
{\displaystyle y_{2}x_{1}-y_{1}x_{2}\equiv 0{\pmod {m}}}.
З гіпотез випливає, що кожен член виразу має абсолютне значення менше за {\displaystyle XY}, і що абсолютне значення їхньої різниці менше за {\displaystyle m}. Це означає, що {\displaystyle y_{2}x_{1}-y_{1}x_{2}=0}, а отже твердження доведено.

## Обчислення розв'язків
Оригінальне доведення леми Туе не є ефективним у тому сенсі, що воно не надає жодного швидкого способу знаходження розв'язку. Натомість, розширений алгоритм Евкліда дозволяє отримати доведення, яке приводить до ефективного алгоритму з такою самою обчислювальною складністю, як і звичайний алгоритм Евкліда.
Точніше кажучи, маючи два цілі числа {\displaystyle m} та {\displaystyle a}, що з'являються в лемі Туе, розширений алгоритм Евкліда обчислює три послідовності цілих чисел {\displaystyle (t_{i})},  {\displaystyle (x_{i})} та {\displaystyle (y_{i})}, такі, що
{\displaystyle t_{i}m+y_{i}a=x_{i},\quad i=0,1,...,}
де {\displaystyle x_{i}} — невід'ємні числа, що строго спадають. Шуканий розв'язок (з точністю до знаку) — це перша пара ({\displaystyle x_{i},y_{i})} , для якої виконується {\displaystyle x_{i}<X}.